# Marcella LeBeau
Wigmuke Waste' Win, nome traduzido como Bela Mulher Arco-Íris, mais conhecida pelo seu nome ocidental Marcella Ryan LeBeau (Promise, 12 de outubro de 1919 — 21 de novembro de 2021) foi uma enfermeira e líder indígena dos Estados Unidos.

## Biografia
Filha de Joseph Ryan, descendente de irlandeses e espanhóis, e de Florence Quatro Ursos, da tribo Lakota, Marcella nasceu na Reserva Indígena do Rio Cheyenne. Perdeu a mãe com 10 anos e passou a ajudar na criação dos quatro irmãos. Fez seus primeiros estudos na escola indígena da reserva, e em 1942 formou-se enfermeira no Hospital St. Mary em Pierre.
Casou-se com Gilbert LeBeau e com ele teria oito filhos. Começou sua carreira trabalhando em um hospital de Pontiac, mas logo depois alistou-se para servir no corpo de enfermeiras do Exército durante a II Guerra Mundial, recebendo seis medalhas e distinções de alto escalão pela sua coragem e fortaleza em serviço. Depois da guerra deu baixa como primeiro-tenente e passou a trabalhar para o Serviço de Saúde Indígena, onde permaneceu por 31 anos, atuando com destaque, ocupando a posição de chefe de Enfermagem do hospital de Eagle Butte e formando muitas outras enfermeiras.
Depois de aposentada continuou a desenvolver intensa atividade como cientista, cuidadora, ativista e palestrante. De 2008 a 2016 foi membro do Conselho Consultivo de Pesquisa da Universidade de Dakota do Sul e do Banco de Olhos e Tecidos de Dakota do Sul, e foi uma das fundadoras do capítulo de Dakota do Sul da Associação de Mulheres Indígenas da América do Norte, que promove a profissionalização das mulheres indígenas. Também desempenhou um papel relevante entre os indígenas. De 1991 a 1995 foi membro do Conselho Tribal da Reserva Indígena do Rio Cheyenne e neste período desenvolveu diversos programas sanitários, incluindo uma política anti-fumo que foi aprovada oficialmente em 2015. Seu exemplo de ativismo em prol da saúde e do bem-estar inspirou outros líderes indígenas, sendo considerada uma liderança respeitada dentro da reserva e uma defensora das tradições do seu povo. Sua morte ocorreu em 21 de novembro de 2021.

## Reconhecimento
Além das medalhas recebidas durante a guerra, foi objeto de várias outras homenagens: recebeu os prêmios O. Marie Henry RNDNSC Chief Nurse e Mable Ann Wagner pelas suas contribuições exemplares como enfermeira; um doutorado honoris causa em Serviço Público da Universidade de Dakota do Sul; em 2004 foi uma das 100 veteranas de guerra norte-americanas a receber a Legião de Honra da França; em 2016 foi incluída na Sala da Fama de Dakota do Sul e recebeu o Prêmio Mulheres na História da sociedade Filhas da Revolução Americana. Seu centésimo aniversário em 12 de outubro de 2019 foi celebrado pelo governo de Dakota do Sul com cerimônias oficiais e a declaração da data como "Dia de Wigmuke Waste Win-Marcella LeBeau". Foram declamados poemas em seu louvor e recebeu ainda um tributo do Senado a ser gravado no National Congressional Record. Ainda em 2019 recebeu o Prêmio Western America do Center for Western Studies pelas suas contribuições excepcionais. Em 2020 o Congresso Nacional de Indígenas Americanos concedeu-lhe o Prêmio de Liderança, e o jornal USA Today a incluiu em sua listagem das 100 Mulheres mais Influentes do Século. Um mês antes de falecer foi incluída na Sala da Fama Nacional dos Nativos Americanos.